# 군함봉행
군함봉행(일본어: 軍艦奉行)는 에도 막부 말기에 만들어진 직함이다. 1859년에 만들어져 막부 말기에 신설된 막부 해군을 총괄하고 군함의 제작, 구매 및 제작 기술자 육성 등을 관할했다. 1860년에는 간린마루를 출항시켰다. 군함봉행의 밑에는 군함봉행을 보좌하며 막부 해군의 함정 조달, 정비 및 해군 훈련 등을 담당한 막부 해군의 두 번째 서열인 군함봉행병(軍艦奉行並)이 있었다.

## 같이 보기
- 봉행 (일본사)